# Chất béo bão hòa

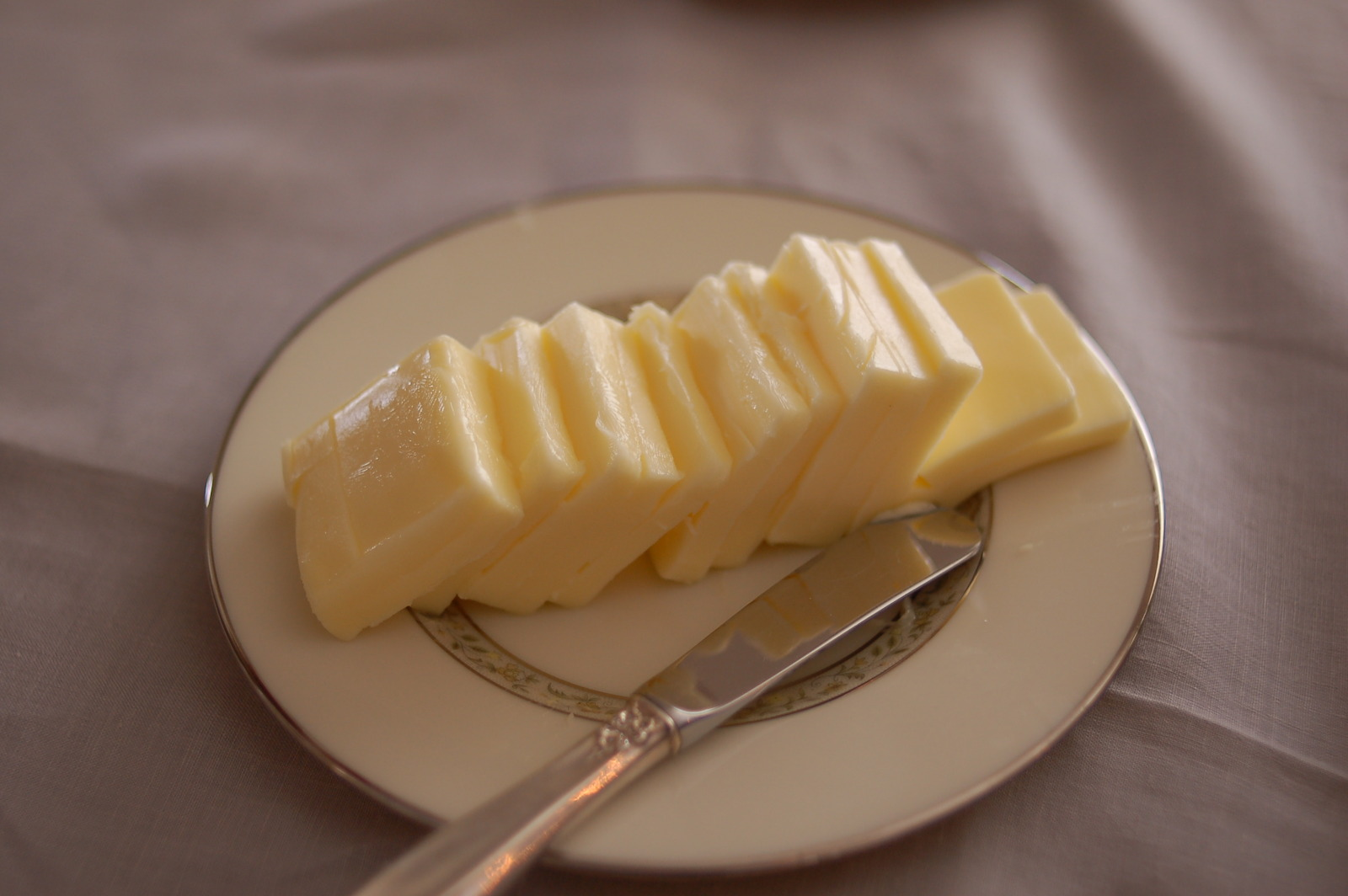
Chất béo bão hòa

Chất béo bão hòa hay chất béo no là một loại chất béo trong đó các chuỗi axit béo có tất cả hoặc chủ yếu là các liên kết đơn. Chất béo được tạo ra từ hai loại phân tử nhỏ hơn: glixerol và axit béo. Chất béo được tạo ra từ các chuỗi nguyên tử cacbon (C) dài. Một số nguyên tử cacbon được liên kết bằng liên kết đơn (-CC-) và những nguyên tử khác được liên kết bằng liên kết đôi (-C = C-). Các liên kết đôi có thể phản ứng với hydro để tạo thành các liên kết đơn. Chúng được gọi là bão hòa vì liên kết thứ hai bị phá vỡ và mỗi nửa của liên kết được gắn với (bão hòa với) một nguyên tử hydro.
Chất béo bão hòa có xu hướng có điểm nóng chảy cao hơn chất béo không bão hòa tương ứng của chúng, dẫn đến sự hiểu biết phổ biến rằng chất béo bão hòa có xu hướng là chất rắn ở nhiệt độ phòng, trong khi chất béo không bão hòa có xu hướng lỏng ở nhiệt độ phòng với độ nhớt khác nhau.
Hầu hết chất béo động vật là chất béo bão hòa. Chất béo của thực vật và cá nói chung là không bão hòa. Nhiều loại thực phẩm chứa tỷ lệ chất béo bão hòa và không bão hòa khác nhau. Nhiều thực phẩm chế biến sẵn như thực phẩm được chiên ngập trong dầu hydro hóa và xúc xích có hàm lượng chất béo bão hòa cao. Một số loại bánh nướng mua ở cửa hàng cũng vậy, đặc biệt là những loại có chứa dầu hydro hóa một phần. Các ví dụ khác về thực phẩm chứa tỷ lệ chất béo bão hòa và cholesterol trong chế độ ăn uống cao bao gồm các sản phẩm từ chất béo động vật như mỡ lợn hoặc schmaltz, thịt béo và các sản phẩm từ sữa được làm từ sữa nguyên chất hoặc đã giảm chất béo như sữa chua, kem lạnh, pho mát và bơ. Một số sản phẩm thực vật có hàm lượng chất béo bão hòa cao, chẳng hạn như dầu dừa và dầu hạt cọ.
Các hướng dẫn được phát hành bởi nhiều tổ chức y tế, bao gồm cả Tổ chức Y tế Thế giới, đã ủng hộ việc giảm tiêu thụ chất béo bão hòa để tăng cường sức khỏe và giảm nguy cơ mắc các bệnh tim mạch. Nhiều bài báo cũng khuyến nghị một chế độ ăn ít chất béo bão hòa và cho rằng nó sẽ làm giảm nguy cơ mắc các bệnh tim mạch, tiểu đường hoặc tử vong. Một số ít các đánh giá đương thời đã phản đối những kết luận này, mặc dù ý kiến y tế chủ yếu cho rằng chất béo bão hòa và bệnh tim mạch có liên quan chặt chẽ với nhau.
|                             | Chất béo tổng số | Chất béo bão hòa | Chất béo không no đơn | Chất béo không no đa | Protein |
| Dầu shortening (hydrat hóa) | 71g              | 23g              | 8g                    | 37g                  | 0g      |
| Dầu hướng dương             | 100g             | 10g              | 20g                   | 66g                  | 0g      |
| Dầu đậu nành                | 100g             | 16g              | 23g                   | 58g                  | 0g      |
| Dầu ôliu                    | 100g             | 14g              | 73g                   | 11g                  | 0g      |
| Mỡ lợn                      | 100g             | 39g              | 45g                   | 11g                  | 0g      |
| Bơ                          | 81g              | 51g              | 21g                   | 3g                   | 1g      |